# Iure uxoris
Iure uxoris er et latinsk begreb, der kan oversættes til "fra sin hustrus ret". Det er historisk blevet brugt til at beskrive adelstitler, som en mand besad i kraft af at hans hustru havde arvet den.
| Jura | Spire Denne juraartikel er en spire som bør udbygges. Du er velkommen til at hjælpe Wikipedia ved at udvide den. |